# I Classici del Giallo Mondadori dal 201 al 300
|  | I 100 precedenti: I Classici del Giallo Mondadori dal 101 al 200 |

## Dal n.201 al n.300
| N.  | Titolo italiano                          | Autore                | Titolo originale                         | Anno originale | Pubblicazione |
| --- | ---------------------------------------- | --------------------- | ---------------------------------------- | -------------- | ------------- |
| 201 | La canarina assassinata                  | S.S. Van Dine         | The Canary Murder Case                   | 1927           | 1974          |
| 202 | Mezzanotte, aereo 62                     | Brett Halliday        | Counterfeit Wife                         | 1947           | 1974          |
| 203 | L'incognita di Montecarlo e altre storie | Edgar Wallace         | We Shall See!                            | 1926           | 1974          |
| 204 | Conciato per le feste                    | C.H.B. Kitchin        | Crime at Christmas                       | 1934           | 1974          |
| 205 | È scomparso un caro ometto               | Ethel Lina White      | The First Time He Died                   | 1935           | 1974          |
| 206 | Dolce, vecchia canzone di morte          | Jonathan Stagge       | Death's Old Sweet Song                   | 1946           | 1974          |
| 207 | La fine dei Greene                       | S.S. Van Dine         | The Greene Murder Case                   | 1928           | 1974          |
| 208 | La porta stretta                         | Margaret Millar       | Beast in View                            | 1955           | 1975          |
| 209 | Sangue caldo                             | Ed Lacy               | Room To Swing                            | 1957           | 1975          |
| 210 | Un rogo per Gideon                       | J.J. Marric           | Gideon's Fire                            | 1961           | 1975          |
| 211 | All'insegna della morte                  | Ellis Peters          | Death And the Joyful Woman               | 1961           | 1975          |
| 212 | Il gatto dalle molte code                | Ellery Queen          | Cat of Many Tails                        | 1949           | 1975          |
| 213 | Sfida per Bencolin                       | John Dickson Carr     | Castle Skull                             | 1931           | 1975          |
| 214 | Io ti difendo!                           | Mary Roberts Rinehart | The State Versus Elinor Norton           | 1934           | 1975          |
| 215 | La carne dell'orchidea                   | James Hadley Chase    | The Flesh of the Orchid                  | 1948           | 1975          |
| 216 | Il colpevole                             | Rufus King            | The Case of the Constant God             | 1938           | 1975          |
| 217 | L'isola                                  | Margery Allingham     | Mystery Mile                             | 1930           | 1975          |
| 218 | Il re è morto                            | Ellery Queen          | The King Is Dead                         | 1952           | 1975          |
| 219 | La belva                                 | A.E.W. Mason          | No Other Tiger                           | 1927           | 1975          |
| 220 | Il segreto di una notte                  | J.J. Connington       | The Case With Nine Solutions             | 1928           | 1975          |
| 221 | Perry Mason e le zampe di velluto        | Erle Stanley Gardner  | The Case of the Velvet Claws             | 1933           | 1975          |
| 222 | La stanza n. 18                          | Mignon G. Eberhart    | The Patient in Room 18                   | 1929           | 1975          |
| 223 | La poltrona n. 30                        | Ellery Queen          | The Roman Hat Mystery                    | 1929           | 1975          |
| 224 | Manicomio                                | Patrick Quentin       | A Puzzle For Fools                       | 1936           | 1975          |
| 225 | La domatrice                             | Agatha Christie       | Appointment With Death                   | 1938           | 1975          |
| 226 | Bersaglio mobile                         | Ross MacDonald        | The Moving Target                        | 1949           | 1975          |
| 227 | La valigia di cinghiale                  | Bruno Fischer         | The Pigskin Bag                          | 1946           | 1975          |
| 228 | I ragni di ferro                         | Baynard H. Kendrick   | The Iron Spiders                         | 1936           | 1975          |
| 229 | La città del diavolo                     | Kenneth Millar        | Blue City                                | 1947           | 1975          |
| 230 | Il testimonio muto                       | R. Austin Freeman     | A Silent Witness                         | 1914           | 1975          |
| 231 | Le lettere scarlatte                     | Ellery Queen          | The Scarlet Letters                      | 1953           | 1975          |
| 232 | La ruggine verde                         | Edgar Wallace         | The Green Rust                           | 1919           | 1975          |
| 233 | Gioco d'azzardo                          | A. A. Fair            | Spill the Jackpot                        | 1941           | 1975          |
| 234 | Le tre bare                              | John Dickson Carr     | The Three Coffins                        | 1935           | 1976          |
| 235 | Giungla di fuoco                         | Wade Miller           | Jungle Heat                              | 1954           | 1976          |
| 236 | Due mesi dopo                            | Agatha Christie       | Dumb Witness                             | 1937           | 1976          |
| 237 | Perry Mason e la zanzara                 | Erle Stanley Gardner  | The Case of the Drowsy Mosquito          | 1943           | 1976          |
| 238 | Lord Peter e l'altro                     | Dorothy L. Sayers     | Murder Must Advertise                    | 1933           | 1976          |
| 239 | Appuntamenti in nero                     | Cornell Woolrich      | Rendezvous in Black                      | 1948           | 1976          |
| 240 | La talpa                                 | Margery Allingham     | The Case of the Late Pig                 | 1937           | 1976          |
| 241 | La sorte sbagliò tre volte               | Patrick Quentin       | Puzzle For Wantons                       | 1945           | 1976          |
| 242 | Il mistero del narciso                   | Edgar Wallace         | The Daffodil Mystery                     | 1920           | 1976          |
| 243 | L'inferno                                | Mary Roberts Rinehart | The Swimming Pool                        | 1952           | 1976          |
| 244 | Uno spacciatore per l'87°                | Ed McBain             | The Pusher                               | 1956           | 1976          |
| 245 | Giochi di prestigio                      | Agatha Christie       | They Do It With Mirrors                  | 1952           | 1976          |
| 246 | Signori della corte...                   | Edgar Lustgarten      | A Case To Answer                         | 1947           | 1976          |
| 247 | Tre sorelle nei guai                     | Rex Stout             | Where There's a Will                     | 1940           | 1976          |
| 248 | Il delitto non invecchia                 | Ross MacDonald        | The Chill                                | 1964           | 1976          |
| 249 | Il villaggio di vetro                    | Ellery Queen          | The Glass Village                        | 1954           | 1976          |
| 250 | L'ora dei disperati                      | Ben Benson            | The Ninth Hour                           | 1956           | 1976          |
| 251 | Perry Mason e i pesci rossi              | Erle Stanley Gardner  | The Case of the Golddigger's Purse       | 1945           | 1976          |
| 252 | Il giustiziere                           | Edgar Wallace         | The Avenger                              | 1926           | 1976          |
| 253 | Assassinio nella mia strada              | Edwin Lanham          | Murder On My Street                      | 1958           | 1976          |
| 254 | Orme sulla sabbia                        | J.J. Connington       | Mystery at Lynden Sands                  | 1928           | 1976          |
| 255 | Sosta pericolosa                         | Charlotte Armstrong   | The Case of the Weird Sisters            | 1943           | 1976          |
| 256 | Troppo presto per morire                 | Henry Wade            | Too Soon To Die                          | 1953           | 1976          |
| 257 | Il conto non torna                       | Mignon G. Eberhart    | The Unknown Quantity                     | 1953           | 1976          |
| 258 | Natale con i tuoi...                     | Stuart Palmer         | Omit Flowers                             | 1937           | 1976          |
| 259 | Canaglia cercasi                         | James Hadley Chase    | In the Vain Shadow                       | 1951           | 1976          |
| 260 | Da' una spinta al destino                | Patrick Quentin       | Suspicious Circumstances                 | 1957           | 1977          |
| 261 | L'uomo di paglia                         | Doris Miles Disney    | Straw Man                                | 1951           | 1977          |
| 262 | La fattoria del deserto                  | Kay Strahan           | The Desert Moon Mystery                  | 1928           | 1977          |
| 263 | Il cadavere è in ritardo                 | A. A. Fair            | Pass the Gravy                           | 1959           | 1977          |
| 264 | La polizia in casa                       | Margery Allingham     | Police at the Funeral                    | 1931           | 1977          |
| 265 | Bersaglio: Mike Shayne                   | Brett Halliday        | Target: Mike Shayne                      | 1959           | 1977          |
| 266 | La parola alla difesa                    | Agatha Christie       | Sad Cypress                              | 1940           | 1977          |
| 267 | Vittima designata                        | Henry Kane            | The Crumpled Cup                         | 1961           | 1977          |
| 268 | Il terribile viaggio                     | Todd Downing          | Vultures in the Sky                      | 1935           | 1977          |
| 269 | Champagne per uno                        | Rex Stout             | Champagne For One                        | 1958           | 1977          |
| 270 | L'ombrellone rosa                        | Frances Crane         | The Pink Umbrella                        | 1943           | 1977          |
| 271 | Il mistero di Capo Spagna                | Ellery Queen          | The Spanish Cape Mystery                 | 1935           | 1977          |
| 272 | L'elefante di giada                      | Mignon G. Eberhart    | While the Patient Slept                  | 1930           | 1977          |
| 273 | Perry Mason e i due ritratti             | Erle Stanley Gardner  | The Case of the Substitute Face          | 1938           | 1977          |
| 274 | I colpevoli hanno paura                  | James Hadley Chase    | The Guilty Are Afraid                    | 1957           | 1977          |
| 275 | Il pozzo dei sacrifici                   | Patrick Quentin       | Run To Death                             | 1948           | 1977          |
| 276 | Il volto nell'ombra                      | Edgar Wallace         | The Face of the Night                    | 1924           | 1977          |
| 277 | Pericolo pubblico                        | Peter Cheyney         | This Man Is Dangerous                    | 1936           | 1977          |
| 278 | Il nemico sconosciuto                    | Mary Roberts Rinehart | Miss Pinkerton                           | 1932           | 1977          |
| 279 | Delitto a bordo                          | John Dickson Carr     | The Blind Barber                         | 1934           | 1977          |
| 280 | Dinastia di morti                        | William Irish         | Strangler's Serenade                     | 1951           | 1977          |
| 281 | Quell'incanto di Phyllis!                | Brett Halliday        | The Private Practice of Michael Shayne   | 1940           | 1977          |
| 282 | L'affare Kalkis                          | Ellery Queen          | The Greek Coffin Mystery                 | 1932           | 1977          |
| 283 | Nero Wolfe sotto il torchio              | Rex Stout             | If Death Ever Slept                      | 1957           | 1977          |
| 284 | Il Natale di Poirot                      | Agatha Christie       | Hercule Poirot's Christmas               | 1938           | 1977          |
| 285 | Il signor Reeder investigatore           | Edgar Wallace         | Room 13                                  | 1924           | 1977          |
| 286 | È arrivato Lemmy Caution                 | Peter Cheyney         | Dames Don't Care                         | 1937           | 1978          |
| 287 | L'incendio nella brughiera               | Freeman Wills Crofts  | Inspector French And the Starvel Tragedy | 1927           | 1978          |
| 288 | Perry Mason e i dadi truccati            | Erle Stanley Gardner  | The Case of the Rolling Bones            | 1939           | 1978          |
| 289 | Mosaico perfetto                         | Mignon G. Eberhart    | The Pattern                              | 1937           | 1978          |
| 290 | Alibi al tramonto                        | Ben Benson            | Alibi at Dusk                            | 1951           | 1978          |
| 291 | A New Orleans non si dorme               | A. A. Fair            | Owls Don't Blink                         | 1942           | 1978          |
| 292 | Il ritratto di Elsa Greer                | Agatha Christie       | Five Little Pigs                         | 1942           | 1978          |
| 293 | Sei per uno                              | Rex Stout             | The Rubber Band                          | 1936           | 1978          |
| 294 | L'amnesia del signor Campion             | Margery Allingham     | Traitor's Purse                          | 1941           | 1978          |
| 295 | L'assicurazione è chiamata a pagare      | James Hadley Chase    | The Double Shuffle                       | 1952           | 1978          |
| 296 | Notte d'orgasmo                          | Rufus King            | Murder By the Clock                      | 1929           | 1978          |
| 297 | Un paio di scarpe                        | Ellery Queen          | The Dutch Shoe Mystery                   | 1931           | 1978          |
| 298 | È morta una formica                      | Stuart Palmer         | Murder On the Blackboard                 | 1932           | 1978          |
| 299 | Il mistero del Treno Azzurro             | Agatha Christie       | The Mystery of the Blue Train            | 1928           | 1978          |
| 300 | La porta dalle sette chiavi              | Edgar Wallace         | The Door With Seven Locks                | 1926           | 1978          |

|  | I 100 successivi: I Classici del Giallo Mondadori dal 301 al 400 |